# Cleveland Open 2023 - Doppio
William Blumberg e Max Schnur sono i detentori del titolo; Max Schnur ha deciso di non partecipare al torneo mentre William Blumberg giocherà il torneo in coppia con Keegan Smith.
In finale Robert Galloway e Hans Hach Verdugo hanno sconfitto Ruben Gonzales e Reese Stalder con il punteggio di 3-6, 7-5, [10-6].

## Teste di serie
1. Robert Galloway /  Hans Hach Verdugo (campioni)
2. Ruben Gonzales /  Reese Stalder (finale)

1. William Blumberg /  Keegan Smith (primo turno)
2. Ezekiel Clark /  Alfredo Perez (quarti di finale)

## Wildcard
1. Owen Demuth /  Benjamin Pomeranets (primo turno)

1. James Hopper /  Roy Smith (primo turno)

## Ranking protetto
1. Jonáš Forejtek /  Thai-Son Kwiatkowski (semifinale)

## Tabellone

### Legenda
| - Q = Qualificato - WC = Wild card - LL = Lucky loser | - ALT = Alternate - SE = Special Exempt - PR = Protected Ranking | - w/o = Walkover - r = Ritirato - d = Squalificato |

|  | Primo turno | Primo turno                | Primo turno                | Primo turno | Primo turno |  |  | Quarti di finale | Quarti di finale           | Quarti di finale           | Quarti di finale       | Quarti di finale       |    |    | Semifinali | Semifinali                        | Semifinali                 | Semifinali                   | Semifinali |   |     | Finale | Finale | Finale | Finale | Finale |  |
|  |             |                            |                            |             |             |  |  |                  |                            |                            |                        |                        |    |    |            |                                   |                            |                              |            |   |     |        |        |        |        |        |  |
|  | 1           | R Galloway H Hach Verdugo  | R Galloway H Hach Verdugo  | 6           | 6           |  |  |                  |                            |                            |                        |                        |    |    |            |                                   |                            |                              |            |   |     |        |        |        |        |        |  |
|  | WC          | O Demuth B Pomeranets      | O Demuth B Pomeranets      | 0           | 3           |  |  | 1                | R Galloway H Hach Verdugo  | R Galloway H Hach Verdugo  | 6                      | 6                      |    |    |            |                                   |                            |                              |            |   |     |        |        |        |        |        |  |
|  |             | J Maginley J Sheehy        | 62                         | 7           | [5]         |  |  |                  | S Kirchheimer B Sigouin    | S Kirchheimer B Sigouin    | 1                      | 2                      |    |    |            |                                   |                            |                              |            |   |     |        |        |        |        |        |  |
|  |             | S Kirchheimer B Sigouin    | 7                          | 5           | [10]        |  |  |                  |                            |                            |                        |                        |    |    | 1          | R Galloway H Hach Verdugo         | R Galloway H Hach Verdugo  | 78                           | 7          |   |     |        |        |        |        |        |  |
|  | 3           | W Blumberg K Smith         | W Blumberg K Smith         | 65          | 5           |  |  |                  |                            |                            | N Chappell A Michelsen | N Chappell A Michelsen | 6  | 64 |            |                                   |                            |                              |            |   |     |        |        |        |        |        |  |
|  |             | N Chappell A Michelsen     | N Chappell A Michelsen     | 7           | 7           |  |  |                  | N Chappell A Michelsen     | 4                          | 6                      | [10]                   |    |    |            |                                   |                            |                              |            |   |     |        |        |        |        |        |  |
|  |             | E King B Klahn             | E King B Klahn             | 7           | 7           |  |  |                  | E King B Klahn             | 6                          | 1                      | [4]                    |    |    |            |                                   |                            |                              |            |   |     |        |        |        |        |        |  |
|  | WC          | J Hopper R Smith           | J Hopper R Smith           | 64          | 5           |  |  |                  |                            |                            |                        |                        |    |    | 1          | Robert Galloway Hans Hach Verdugo | 3                          | 7                            | [10]       |   |     |        |        |        |        |        |  |
|  |             | L Boika I Marčenko         | L Boika I Marčenko         | 3           | 4           |  |  |                  |                            |                            |                        |                        |    |    |            |                                   | 2                          | Ruben Gonzales Reese Stalder | 6          | 5 | [6] |        |        |        |        |        |  |
|  | PR          | J Forejtek T-S Kwiatkowski | J Forejtek T-S Kwiatkowski | 6           | 6           |  |  | PR               | J Forejtek T-S Kwiatkowski | J Forejtek T-S Kwiatkowski | 78                     | 6                      |    |    |            |                                   |                            |                              |            |   |     |        |        |        |        |        |  |
|  |             | P Kypson D Young           | P Kypson D Young           | 3           | 63          |  |  | 4                | E Clark A Perez            | E Clark A Perez            | 6                      | 3                      |    |    |            |                                   |                            |                              |            |   |     |        |        |        |        |        |  |
|  | 4           | E Clark A Perez            | E Clark A Perez            | 6           | 7           |  |  |                  |                            |                            |                        |                        |    |    | PR         | J Forejtek T-S Kwiatkowski        | J Forejtek T-S Kwiatkowski | 6                            | 5          |   |     |        |        |        |        |        |  |
|  |             | G Diallo A Kovacevic       | G Diallo A Kovacevic       | 7           | 6           |  |  |                  |                            | 2                          | R Gonzales R Stalder   | R Gonzales R Stalder   | 78 | 7  |            |                                   |                            |                              |            |   |     |        |        |        |        |        |  |
|  |             | A Cozbinov E Zhu           | A Cozbinov E Zhu           | 63          | 4           |  |  |                  | G Diallo A Kovacevic       | G Diallo A Kovacevic       | 2                      | 3                      |    |    |            |                                   |                            |                              |            |   |     |        |        |        |        |        |  |
|  |             | M Breysach G Goldhoff      | M Breysach G Goldhoff      | 63          | 1           |  |  | 2                | R Gonzales R Stalder       | R Gonzales R Stalder       | 6                      | 6                      |    |    |            |                                   |                            |                              |            |   |     |        |        |        |        |        |  |
|  | 2           | R Gonzales R Stalder       | R Gonzales R Stalder       | 7           | 6           |  |  |                  |                            |                            |                        |                        |    |    |            |                                   |                            |                              |            |   |     |        |        |        |        |        |  |